# Южный (Пермь)
Южный — микрорайон города Перми. Расположен в Свердловском районе.

## География
Микрорайон расположен к юго-востоку от центра города (по некоторым данным район расположен на юге). Ограничен с севера улицей Старцева, с востока территорией лесного массива и прилегающих к нему садоводческих товариществ, с юга долиной речки Егошиха, с запада зоной многоэтажной застройки микрорайона Юбилейный (по улицам Запорожская и Балхашская).

## История
В 1920-х годах здесь располагались деревни Мокша (Мошки) и Старехи, в которых насчитывалось 7 дворов и 35 жителей (1926 год). В конце 1940-х годов данная территория была выделена под индивидуальное строительство домов работникам завода им. Сталина (ныне Пермский моторный завод). К 1951 году было построено 33 дома, к 1955 более двухсот, концу 1950-х годов строительство в основном было закончено. Ныне микрорайон представляет собой зону малоэтажной частной застройки с удобным транспортным сообщением с центром города.

## Экономика
К южной части микрорайона примыкает территория Пермского НПО «Биомед». В 1911 году на базе бактериологической станции был организован институт, в советское время назывался НИИ вакцин и сывороток.

## Улицы
Основные улицы микрорайона Братская, Самаркандская и Лихвинская улицы. Наиболее оживленное движение осуществляется по улице Старцева, северной границе микрорайона. 

## Образование
Среднее образование: школа-интернат Пермского края, лицей № 2, средняя школа №82

## Транспорт
Через микрорайон проходят автобусные маршруты 5, 11, 14,16, 25, 26, 27, 57, трамвайный маршрут 7.

## Достопримечательности
Собор Стефана Пермского Русской православной старообрядческой церкви. Андреевская церковь Русской Православной церкви. Экологический парк «Южный лес».